# Язево (Куртамиський округ)
Я́зево (рос. Язево) — присілок у складі Куртамиського округу Курганської області, Росія.
Населення — 102 особи (2010, 186 у 2002).
Національний склад станом на 2002 рік:
- росіяни — 98 %